# Matt de la Peña
Pour les articles homonymes, voir Peña.
Œuvres principales
- Série Les Vivants
- Série Infinity Ring
- Terminus

Matt de la Peña, né à National City en Californie, est un romancier et nouvelliste américain de science-fiction et de fantasy.

## Biographie
Né à San Diego en Californie, Matt de la Peña est titulaire d'une licence de l'université du Pacifique, qu'il a fréquentée grâce à une bourse de basket-ball. Il obtient ensuite une maîtrise en écriture créative à l'Université d'État de San Diego.
En 2008, Matt de la Peña écrit Mexican WhiteBoy, en s'inspirant de sa propre passion pour le sport et de son héritage mexicain. Le roman est interdit dans les salles de classe de Tucson, en Arizona, de 2012 à 2017, lorsque les législateurs ont adopté des lois visant à supprimer les documents contenant la « théorie critique de la race ». Le tribunal statue plus tard qu'une telle loi viole les droits constitutionnels des étudiants Mexicano-Américains.
En 2016, de la Peña reçoit le National Intellectual Freedom Award du National Council of Teachers of English (NCTE). En 2015, il écrit Terminus (Last Stop on Market Street), qui remporte la Médaille Newbery en 2016. En 2021, il publie Milo s'imagine le monde (Milo Imagines the World), qui figure sur la liste des meilleurs livres pour enfants de l'année 2022 de Bank Street avec la mention « mérite exceptionnel » et partage le prix Josette Frank du comité avec Une dose de rage (Firekeeper's Daughter) d'Angeline Boulley.

## Œuvres

### SérieLes Vivants
1. Les Vivants, Robert Laffont, coll. « R », 2014 ((en) The Living, 2013), trad. Magali Duez, 381 p.  (ISBN 978-2-221-13933-2)
2. Les Proies, Robert Laffont, coll. « R », 2016 ((en) The Hunted, 2015), trad. Emmanuel Pahla, 423 p.  (ISBN 978-2-221-13934-9)

### SérieInfinity Ring
Chaque volume de cette série est écrit par un écrivain différent. Les auteurs des autres volumes sont : James Dashner (tomes 1 et 7), Carrie Ryan (tome 2), Lisa McMann (en) (tome 3), Matthew J. Kirby (en) (tome 5) et Jennifer A. Nielsen (en) (tome 6).
1. (en) Curse of the Ancients, 2013
2. (en) Eternity, 2014

### Romans indépendants
- (en) Ball Don't Lie, 2005
- (en) Mexican WhiteBoy, 2008
- (en) We Were Here, 2009
- (en) I Will Save You, 2010
- Superman : Dawnbreaker, Bayard jeunesse, 2019 ((en) Superman: Dawnbreaker, 2019), trad. Emmanuelle Debon, 399 p.  (ISBN 978-2-7470-8846-6)

### Livres illustrés pour enfants
- (en) A Nation's Hope-The Story of Boxing Legend Joe Louis, 2010
- Terminus [« Last Stop on Market Street »]  (trad. de l'anglais par Ilona Meyer, ill. Christian Robinson), Les Éléphants, 2016, 31 p. (ISBN 978-2-37273-027-3)Médaille Newbery 2016
- (en) Love, 2018
- (en) Carmela Full of Wishes, 2018

## Prix et distinctions
- 2016 : 
  - Médaille Newbery pour Terminus, illustré par Christian Robinson
  - Finaliste Caldecott Honor pour Terminus, pour les illustrations de Christian Robinson
- 2018 : (international) « Honour List »[2] de l' IBBY pour Terminus